# Stanisław Obrzud (literat)
Stanisław Obrzud (ur. 7 lutego?/19 lutego 1868 w Nowym Sączu, zm. w lutym 1944 w Krakowie) – polski prawnik, ekonomista, działacz społeczny i literat.
Po ukończeniu szkoły powszechnej i gimnazjum w Nowym Sączu studiował prawo i administrację oraz filozofię na Uniwersytecie Jagiellońskim w Krakowie oraz na uniwersytecie w Wiedniu.

## W służbie austriackiej
W 1892, po zdaniu egzaminów fachowych, rozpoczął służbę w austriackiej administracji skarbowej. Pracował najpierw w Brzeżanach, Brodach i Nowym Sączu. W 1913 został starszym radcą i szefem departamentu w Krajowej Dyrekcji Skarbu we Lwowie.
Poza pracą zawodową działał w Towarzystwie Gimnastycznym „Sokół” i Towarzystwie Szkoły Ludowej. Towarzystwa te wspierał też finansowo.
Brał czynny udział w obronie Lwowa wraz ze swym synem – Stanisławem Alfredem (1898–1920), poległym w wojnie polsko-bolszewickiej. 

## W służbie polskiej
W 1920 pracował już w Departamencie Skarbowym Ministerstwa byłej Dzielnicy Pruskiej w Poznaniu i współorganizował powstanie Wielkopolskiej Izby Skarbowej. W Poznaniu pracował 2 miesiące, po czym został przeniesiony do Grudziądza, aby zorganizować władze skarbowe na Pomorzu. Pomorską Izbę Skarbową otwarto w październiku 1920 w grudziądzkim Dworze Kuntersztyńskim.
Doceniając jego fachowość i umiejętności organizacyjne, władze centralne powoływały go kilkakrotnie do specjalnych komisji. W 1922 uczestniczył w rokowaniach polsko-niemieckich. W latach 1923–1924 pracował nad usprawnieniem władz skarbowych na Górnym Śląsku. Od czerwca 1924 był przewodniczącym komisji szacunkowej dla spraw likwidacji fabryk tytoniowych. W lipcu 1926 zaś przewodził komisji dla kontroli monopolu spirytusowego. Nieco później był prezesem komisji przeprowadzającej lustrację Izba Skarbowych w Wilnie i Białymstoku.
W 1926 przeszedł na emeryturę. Na emeryturze opracował Księgę pamiątkową polskiej administracji skarbowej w Wielkopolsce i na Pomorzu, wydaną w Poznaniu w 1929. 
O jego późniejszym życiu brak pewnych informacji. Prawdopodobnie mieszkał w Toruniu po roku 1933. Z Torunia, w pierwszych miesiącach okupacji został wysiedlony do Krakowa, gdzie zmarł w 1944.

## Działalność literacka
Już jako młody urzędnik, Stanisław Obrzud był stałym korespondentem małopolskich pism narodowo-demokratycznych. Publikował nowele, wiersze i artykuły o tematyce naukowej oraz recenzje. Jego prace zamieszczały: Gazeta Lwowska, Gazeta Poranna i Wieczorna, Głos Narodu, Placówka, Rodzina i Szkoła, Słowo Polskie, Tygodnik Ilustrowany, Zdrój, Słowo Pomorskie i Myśl Narodowa.
W 1908 wydał w Nowym Sączu czteroaktowy dramat Słoneczna pieśń, napisany w latach 1904–1905. Dramat ten był wystawiony w 1907 w Teatrze Miejskim we Lwowie.
Napisał kilka nowel. Jedna z nich, Jej tajemnica (1926) została wyróżniona w konkursie „Naokoło świata”. Inna to Biedna dziewczyna (1920). Obie opublikowane w Tygodniku Ilustrowanym. 
W 1922  Instytut Literacki „Lektor” wydał zbiór czterech jego nowel Honor Karola Pęksy, zawierający, oprócz tytułowej, także Tersytes, Gusła, Ojcze nasz.
Pisał też cykle wierszy: Sonety lwowskie, Sonety morskie, Sonety słoneczne, Sonety pomorskie.
Około 1925 był współzałożycielem „Fraterni Literackiej” w Grudziądzu.

## Ordery i odznaczenia
- Krzyż Komandorski Orderu Odrodzenia Polski (27 grudnia 1924)[2]
- Krzyż Oficerski Orderu Odrodzenia Polski (2 maja 1922)[3][4]